# 3791 Марці
3791 Марці (3791 Marci) — астероїд головного поясу, відкритий 17 листопада 1981 року.
Тіссеранів параметр щодо Юпітера — 3,290.